# Арне Ілебю
Арне Ілебю (норв. Arne Ileby, 2 грудня 1913, Фредрікстад — 25 грудня 1999) — норвезький футболіст, що грав на позиції нападника за клуб «Фредрікстад», а також національну збірну Норвегії.
Дворазовий чемпіон Норвегії. Чотириразовий володар Кубка Норвегії. 

## Клубна кар'єра
У футболі відомий виступами у команді «Фредрікстад», кольори якої і захищав протягом усієї своєї кар'єри гравця. 

## Виступи за збірну
1939 року дебютував в офіційних матчах у складі національної збірної Норвегії. Протягом кар'єри у національній команді провів у її формі 1 матч у рамках Чемпіонату Північної Європи проти Швеції (2-3).
Був присутній в заявці збірної на чемпіонаті світу 1938 року у Франції, але на поле не виходив.
Помер 25 грудня 1999 року на 87-му році життя.

## Титули і досягнення
- Чемпіон Норвегії (2):

«Фредрікстад»: 1937-1938, 1938-1939
- Володар Кубка Норвегії (4):

«Фредрікстад»: 1935, 1936, 1938, 1940
- Бронзовий олімпійський призер: 1936